# المنذر بن امرئ القيس
المنذر بن امرئ القيس بن النعمان (الملقب بابن ماء السماء) أحد ملوك الحيرة، بالعراق، حكم في الفترتين الأولى (514-524) والثانية (528-554)، أمه هي ماوية بنت جشم وقد سميت بماء السماء لجمالها وحسنها، حكم المنذر مملكة واسعة اشتملت بالإضافة لقاعدة ملكه في العراق على البحرين وعمان

## معاركه
بدأت حياة المنذر العسكرية مع غارة له على فلسطين سنة (509) أسر خلالها عددا كبيرا من الرومان، واستمرت هجماته التي قادها بنفسه حتى شملت كل المنطقة ما بين الفرات وحتى مصر شمالا، ونجد جنوبا منها حربه مع معدي كرب ملك حمير في عام 516م تلتها معارك طويلة كان سببها رغبة الفرس بالتنكيل بالبيزنطيين في عهد الأمبراطور جستين الذي ماطل في دفع الإتاوة التي كان البيزنطيون يدفعونها للفرس بناء على الصلح «الأبدي» بينهما الذي تم سنة 506م بعد الحرب التي استمرت بين عامي "502-506"، بدأت هذه المعارك في سنة 519م وقام بها المنذر حيث قام بأسر قائدين بيزنطيين هما ديموستراتوس ويوحنا إثر هجوم له على سورية مما دعى جوستيان إلى ان يرسل وفدا إلى المنذر مكون من سفيره الأول ابراهام والد المؤرخ نونوس ومعه شمعون الأرشامي وسرجيوس اسقف الرصافة يطلبون فيه فك اسر الجنديين والصلح مع المنذر، وكان في بلاط المنذر بالحيرة اناس من خلفيات دبلوماسية وغير دبلوماسية منهم شيلا الجاثليق وقميط اجي بن زييت بعدها غادر الوفد في 20 يناير 524م إلى معسكر المنذر الذي كان شرق الحيرة على مسافة عشرة أيام منها وصادف وصولهم هناك وصول سفير من ملك حمير ذو نواس الذي قرأ للمنذر رسالة ذي نواس وذلك بحضور مختلف الأشخاص الذين وصلوا إلى المنذر من الدول الأخرى وبحضور جيشه كذلك، حيث قرأ السفير مافعله ذو نواس بنصارى نجران بقتلهم حرقا في الأخدود طالبا من المنذر ان يفعل كما فعل هو -وهذا غير مستغرب لكون المنذر في ذلك الوقت وثنيا-، ونجح الوفد في مهمته القاضية بتحرير الأسيرين ولكنه فشل في تحقيق الصلح وعند رجوع الوفد للحيرة في نهاية فبراير أو بداية مارس وجد هناك وفدا من نجران كان قد ارسل لمعرفة تفاصيل ماحدث حيث اعتمد عليه شمعون لتوثيق بعض الحقائق حيث قام بتدوين قصة التعذيب هذه مدعياً انه نقلها من الكتاب الذي قريء على الملك ومن أقوال من عرفه من الحاضرين، ودوّنها في صورة كتاب ليقرأ في الكنائس ويطلع عليه المؤمنون. وقد نشر هذا الكتاب، وطبعت ترجمته كذلك أما سرجيوس فهو مؤلف القسم السرياني الخاص بشهداء العربية الجنوبية، أي شهداء نجران. وقد دوّنت في عهد أسقفيته على الرصافة أسماء الشهداء على الجدار الشمالي للكنيسة الكبرى، كنيسة القديس سرجيوس، وكان المنذر قد هم بإتخاذ اجراءات ضد المسيحيين لولا اعتراض بعض الحاضرين عنده من النصارى، وذكر أن جستين كتب إلى المنذر بن النعمان طالبًا منه إخراج من في أرضه من القائلين بالطبيعة الواحدة. وقد جادلهم في مجلس عقده بحضرة المنذر «شيلا» الجاثليق. فلما سمع هؤلاء بذلك، هرب بعضهم إلى نجران وأقاموا هناك. وكان من مؤيديهم الحجاج بن قيس الحيري صاحب المنذر. وكان المنذر قد سمح رغم وثنيته ليوحنا الديلمي بالتبشير العلني، بعدها تنصر المنذر نفسه بحسب ماذكره مؤرخوا الكنيسة وذكر فيكتور التونوي أن المنذر تعمد على يد أنصار المجمع الخلقيدوني. أمل القيصر بالسلام مع المنذر لم يتحقق بعدها ساءت العلاقات بين الفرس والروم ووقعت الحرب سنة 528 فهاجم المنذر الروم مؤيدا للفرس وكان دوره فيها خطيرا حيث توغل في بلاد الشام وغنم منها غنائم كثيرة وعاد بعد أن اشبع نفسه من غنائم الحرب كعادة الملوك، ثم جدد المنذر هجومه عام 529 واستولى على كل منطقة الحدود التي كانت الخابور ومن هناك اتجه إلى أرزون ونصيبين فسلب وخرب وقتل ثم أحرق خلقيدونية وواصل هجومه إلى حمص وأفامية ومقاطعة أنطاكية فخربها وأفسد وقتل غير انه لما وصل أسوار مدينة انطاكية سمع بهجوم مضاد كبير من قبل الرومان فلم يدخلها ثم عاد وفي ركبه كثير من الأسرى منهم 400 راهبة احرقهم قربانا للعزى. قد ورد اسمه في نص ابرهة حيث ارسل وفدا اليه بمناسبة إصلاح سد مأرب في عام 543

## مقتله
قتل في معركة يوم حليمة بينه وبين ملك الغساسنة الحارث بن جبلة في يناير من عام 554.